# Vânători (Popricani), Iași
Vânători este un sat în comuna Popricani din județul Iași, Moldova, România.

## Atracții turistice:

###### -Biserica ,,Acoperământul Maicii Domnului,, Vânători
A fost înființată scriptic în anul 2002, urmare a aplicării programului „Nici un sat fără biserică” inițiat de Preafericitul Daniel, Patriarhul Bisericii Ortodoxe Române, pe atunci Înalt Presfințitul Mitropolit al Moldovei șiBucovinei.
Până la acea dată, satele Vânători și Vulturi, învecinate fiind, foloseau în comun aceeași Biserică, ridicată în anul 1922, la limita dintre ele, de către enoriașii ambelor sate.  Fiecare dintre sate avea însă cimitirul lui distinct, ceea ce a facilitat separarea lor.
Datorită extinderii teritoriale a satului Vânători, sat în plină dezvoltare prin construirea de noi locuințe după 1989, mai ales spre Iași (zona numită Satul Nou), comunitatea religioasă ortodoxă formată din 240 gospodării, avea nevoie pe bună dreptate de biserica ei proprie.Prima Sfântă Liturghie săvarșită sub cerul liber, pe locul ales spre amplasarea Bisericii „Acoperământul Maicii Domnului”, a avut loc la 1 Octombrie 2006, în ziua primului hram.
Demersurile pentru obținerea terenului necesar construirii Bisericii și anexelor sale au fost anevoioase. S-au elaborat prin osteneală benevolă proiectele în faze P.A.C. și D.E. pentru toate obiectele componente ale investiției, care a obținut toate avizele necesare și autorizația de construire legală.
După doi ani de la numirea preotului paroh, s-a realizat în regie proprie, cu sprijinul donatorilor, enoriașilor și a Consiliului Local, construcția complexului parohial, proiectat  conform indicațiilor Mitropoliei, ca o anexă a viitoarei biserici Vânători. Acest complex cuprinde casă socială (sală de prăznuire, bibliotecă teologică și birou parohial) la parter și casă parohială la mansardă.

Așa încât, începând cu luna septembrie 2007 toate slujbele religioase au avut loc în Paraclisul ce s-a amenajat corespunzător, imediat după turnarea plăcii peste parter, în spațiul destinat sălii de prăznuire a casei sociale, casă finalizată în cursul anului 2009.
         Lucrarea de construcție a fost susținută în cea mai mare parte de familia Mihai Holicov (care a donat 570 mp teren, un clopot, o centrală termică) precum si de cadrele didactice ori nedidactice ale Universității Agronomice „Ion Ionescu de la Brad’’ Iași, însuflețiți de familia prof. univ. dr. Elena Ciudin, care a imprimat colegilor dorința de a se pune sub ocrotirea unei biserici noi (având astfel posibilitatea si șansa în același timp, de a deveni ctitori ai unui lăcaș de cult ortodox, spre veșnica lor pomenire), implicându-se  activ în asigurarea unei părți însemnate a dotărilor necesare desfășurării cultului și în colectarea de fonduri.
Nu poate fi însă neglijat nici aportul enoriașilor din parohie care din proprie inițiativă au contribuit, în limitele modestelor posibilități de care dispun, atât cu bani cât și cu muncă fizică